# La Coma i la Pedra
La Coma i la Pedra és un municipi de la comarca del Solsonès, amb capital a la Coma. El terme municipal s'estén per la part nord de la Vall de Lord, més concretament, per les capçaleres de les valls del Cardener i del Mosoll. També és el municipi de la comarca del Solsonès situat més al nord limitant amb municipis de l'Alt Urgell (N) i el Berguedà (NE)

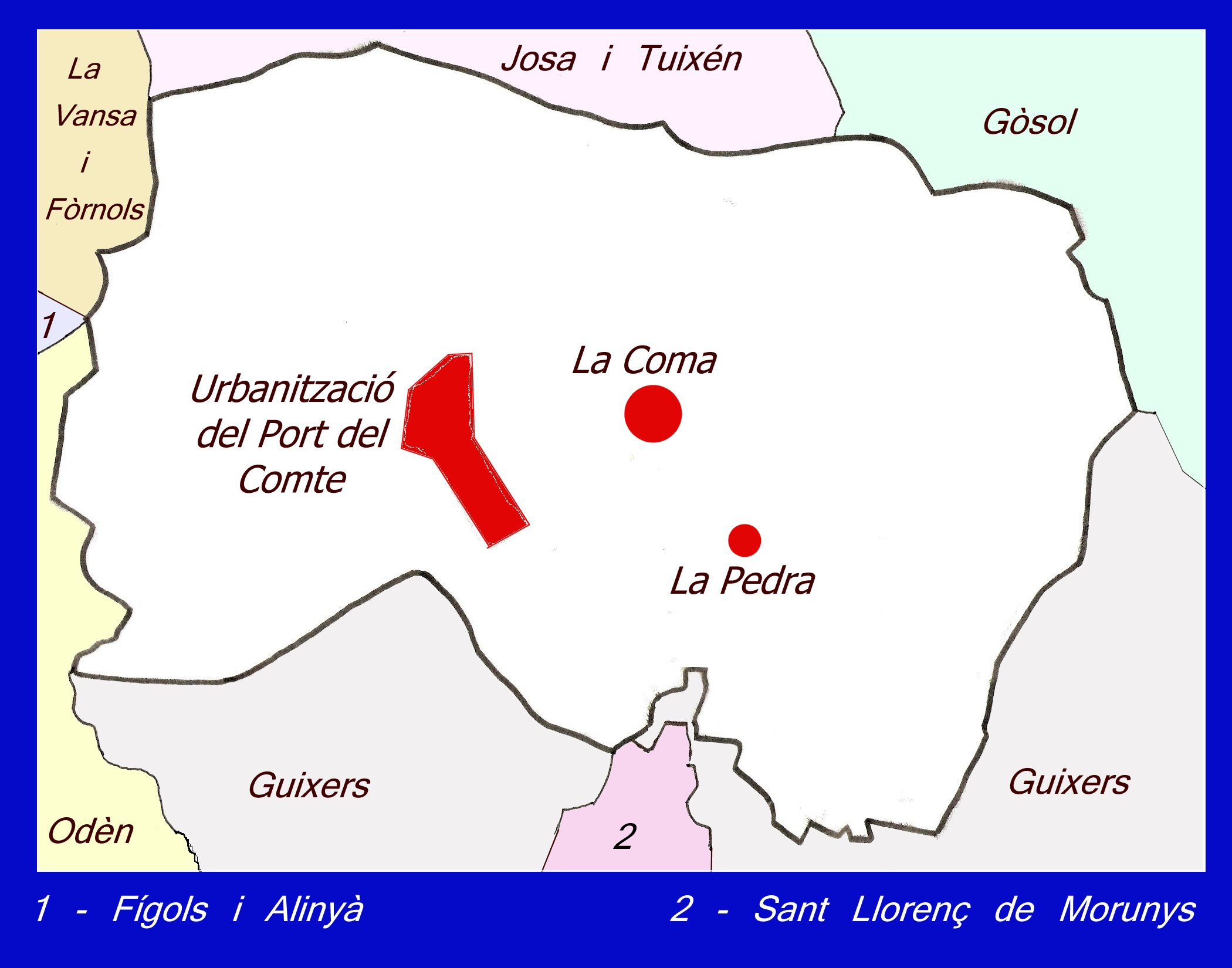
Mapa del municipi. Municipis limítrofs i entitat de població.

| La Vansa i Fórnols     | Josa i Tuixén           | Gósol           |
| Odèn i Fígols i Alinyà |                         | Gósol i Guixers |
|                        | Sant Llorenç de Morunys | Guixers         |

| Entitat de població | Habitants (2023) |
| la Coma             | 136              |
| el Port del Comte   | 93               |
| la Pedra            | 46               |
| Font: Idescat       |                  |

## Història
El primer nucli del terme municipal del qual es té constància documental és el de La Pedra. La primera citació documentada és de la segona meitat del segle ix i fa referència a la consagració de l'església parroquial d'aquest nucli duta a terme pel bisbe d'Urgell, Guisad I (857-872). Òbviament, quan es construïa una església parroquial era perquè en aquell lloc ja hi havia habitatges en nombre suficient per a tenir-hi un lloc de culte. A l'Acta de consagració de la catedral de la Seu d'Urgell duta a terme el 839 s'hi cita la parròquia d'illa Petra. En un document de l'any 962 es fa referència al castell de la Pedra. La citació textual és: in pago Lordense in locum vocitatum Castro de Petra Fulgenti. El lloc pertanyia a la batllia Sant Llorenç de Morunys la qual va formar part, successivament, de la jurisdicció del vescomtat, comtat i ducat de Cardona.
Al «Diccionario» de Pasqual Madoz, publicat el 1847, el municipi rep el nom de Pedra i Coma i el cap del municipi era a Pedra.

## Geografia
- Llista de topònims de la Coma i la Pedra (Orografia: muntanyes, serres, collades, indrets..; hidrografia: rius, fonts...; edificis: cases, masies, esglésies, etc)

### Orografia

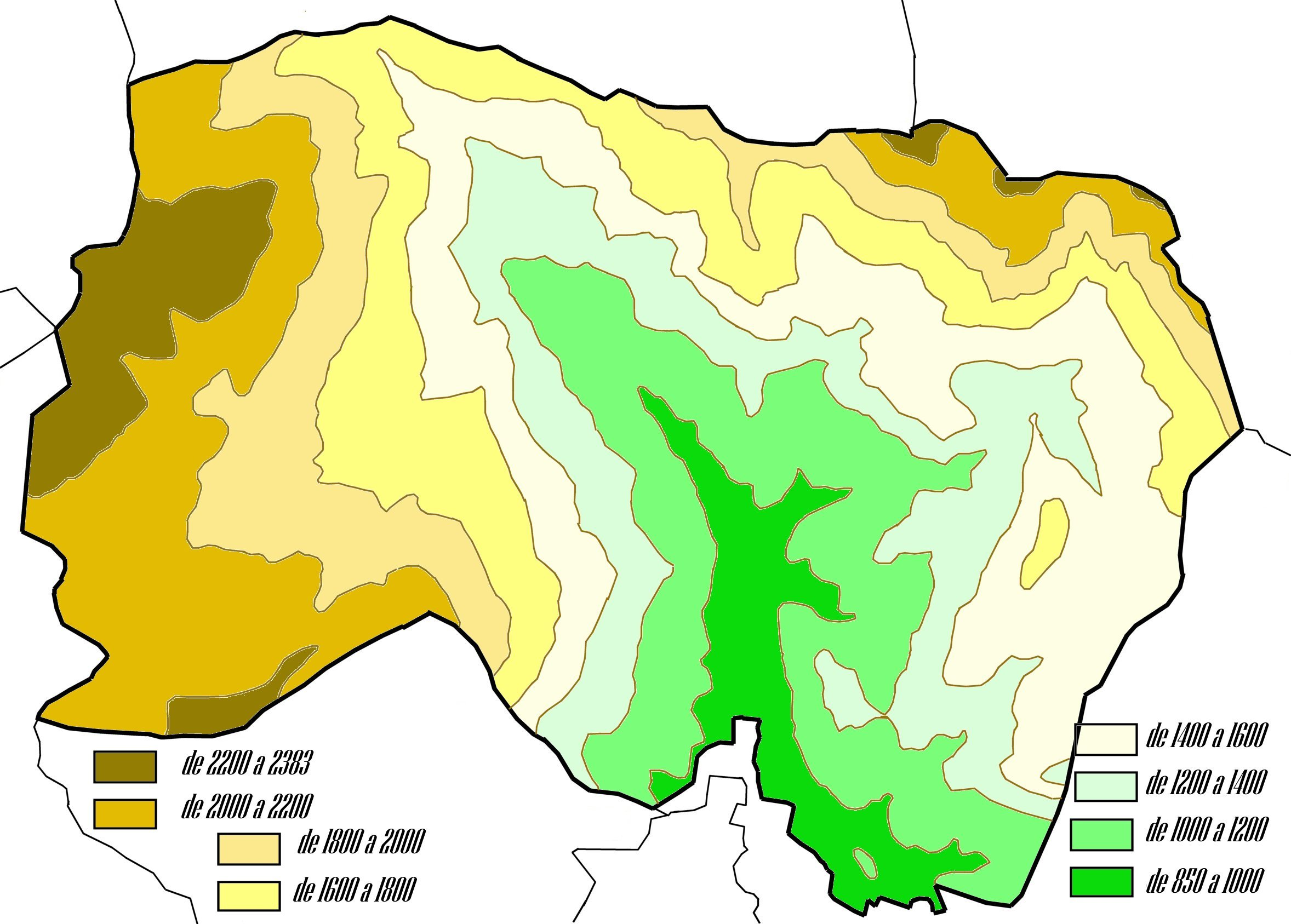
Mapa orogràfic del municipi.

El terme municipal està encaixonat entre el massís del Port del Comte a l'oest, i la Serra del Verd i la seva prolongació cap a l'oest el Serrat de la Sella que el tanque pel nord. També cal mencionar la Serra de Pratformiu a l'est i la Serra de Guixers, a l'extrem sud-oriental.
El punt del municipi que assoleix una major altitud és el Pedró dels Quatre Batlles (2.383 m) mentre que la cota més baixa es troba al punt on el Cardener surt del municipi (850 m d'altitud. La major part del terme municipal està per sobre dels 1.000 m d'altitud.
Al Nomenclàtor oficial de toponímia major de Catalunya hi consten els següents accidents orogràfics:
- Serralades: El massís del Port del Comte, la Serra del Port del Comte, la Serra de Pratformiu, la Serra de Querol, la Serra del Verd, el Serrat de la Bòfia, el Serrat de la Sella i el Serrat del Jou
- Cims: El Cap de Prat d'Aubes, el Cap del Verd, el Cap d'Urdet, la Carandella, la Collada del Llop, el Vulturó, els Orriets, el Pedró dels Quatre Batlles, la Roca de Migdia, la Roca de Querol, la Roca d'en Carbassa, les Roques del Minguell, el Serra de Mitges, el Tossa Pelada i el Tossal d'Estivella.
- Collades: Coll de Berla, Coll de la Moixa, Coll de Port, Coll de Pradell, Coll de Santa Creu, Coll de Tancalaporta, Coll dels Belitres, Coll dels Brulls, Coll Veís, Coll Virolet, La Portella, Tres Collets.
- Altres: El Clot de Coma d'Adell, el Clot de la Vall, la Coma Pregona, la Costa de Cal Miqueló, la Costa Dreta, les Costes de les Barraques, les Costes del Rebalç, la Creu de Jovells, el Portell de l'Ós, el Santuari, Els Clots, els Ordiars, la Bòfia, la Cabanella, la Casanova, La Ginebrosa, Les Saleres, les Terreres de Pratformiu, Les Tremoledes, l'Obaga Negra, el Portell del Llop, Prat d'Aubes, Prat de Botons, Prat del Duc, Prat Parcerís, Pratformiu, el Prats de Bacies i Pujalt.

### Hidrografia

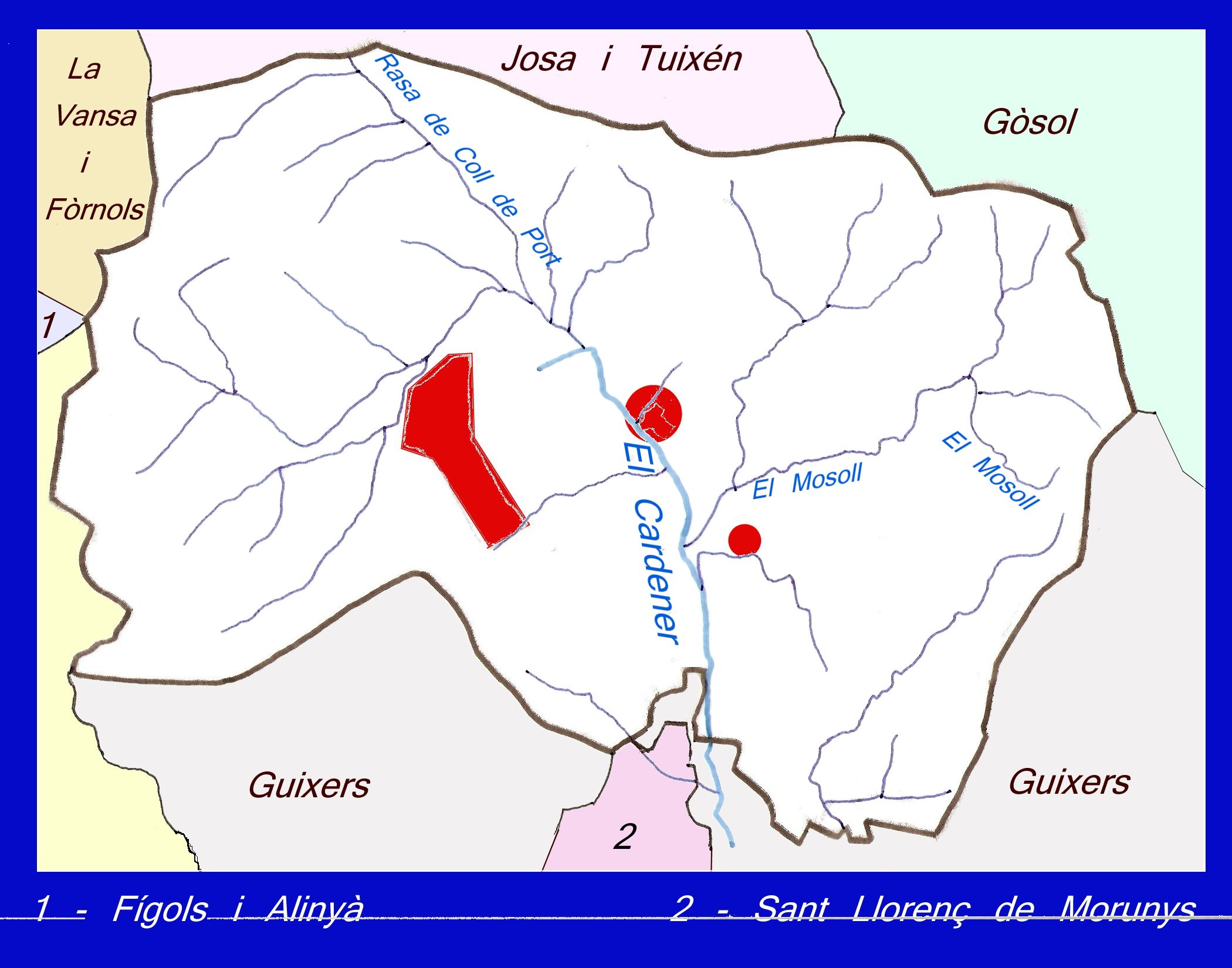
La hidrografia.

#### Corrents fluvials
El riu més important del municipi és el Cardener que neix a tocar del poble de La Coma, a les Fonts del Cardener. Els altres rius dignes de menció són el riu Mosoll, afluent per l'esquerra del Cardener que recull les aigües de la banda nord-oriental del municipi i la rasa de Coll de Port, que ho fa amb les aigües de la banda nord-occidental del terme. La resta de corrents fluvials del municipi són rases i torrents que desguassen en algun d'aquests tres excepte el tram inicial d'un afluent del Torrent de Sant Martí i 35 cursos de la xarxa hidrogràfica del Torrent de la Barata que pertanyen a la conca hidrogràfica de l'Aigua de Valls.
Un total de 204 corrents fluvials transcorren (íntegra o parcialment) pel terme municipal. La longitud total d'aquesta xarxa hidrogràfica és de 154,9 km. D'entre aquests cal destacar-ne els següents:
- El Cardener, la Rasa de Coll de Port, la Rasa de Carbassers, la Rasa de la Teuleria, la Rasa de Coma Furosa, la Rasa de l'Espluga Negra, la Canal de l'Embut, la Rasa del Clot de la Vall, la Rasa de Prat Piquer, la Rasa de la Costa del Tabac, la Rasa de Prat de Botons, la Rasa del Sucre, la Rasa de la Bòfia, el Torrent de la Ginebrosa, la Rasa de Cal Poma, la Rasa de Confós, el Torrent de Cal Tet, el Torrent del Saltant, la Rasa del Cal Sant, el Torrent dels Horts, la Rasa del Voluntari, el Mosoll, el Torrent de les Llagunes, la Ribera de Cal Canonge, la Rasa Fonda, el Barranc de Cal Manxó, la Ribereta del Pujol, el Torrent de la Borda, el Riuet de la Pedra, el Torrent dels Plans, el Torrent de la Barata, el Torrent de la Vilella i la Rasa de la Mosquera.

### Clima
La Coma i la Pedra gaudeix d'un clima mediterrani continental a les zones baixes del municipi i clima d'alta muntanya a les zones altes. A la capital del municipi (La Coma, 1.012 m d'altitud) les precipitacions són d'uns 840 mm anuals, a Coll de Port (1.666 m d'altitud) d'uns 1.022 mm i al cim del Pedró dels Quatre Batlles (2.386 m d'altitud) arriben fins als 1.239 mm. Al poble de La Coma la temperatura mitjana anual és de 9,9 °C amb el gener com a mes més fred (-2.0 °C de mitjana de les mínimes) i amb el juliol com el mes més càlid (26.3 °C de mitjana de les màximes).

### Vegetació
Gran part del terme municipal és terreny forestal de rouredes o, principalment, pi roig fins als 2.000 metres, i pi negre per damunt d'aquesta altitud) i per prats alpins que es destinen al pasturatge.

## Demografia
| 1497 f | 1515 f | 1553 f | 1717 | 1787 | 1857 | 1877 | 1887 | 1900 | 1910 |
| ------ | ------ | ------ | ---- | ---- | ---- | ---- | ---- | ---- | ---- |
| 31     | 32     | 39     | 169  | 224  | 821  | 775  | 741  | 487  | 475  |

| 1920 | 1930 | 1940 | 1950 | 1960 | 1970 | 1981 | 1990 | 1992 | 1994 |
| ---- | ---- | ---- | ---- | ---- | ---- | ---- | ---- | ---- | ---- |
| 489  | 482  | 463  | 437  | 445  | 427  | 208  | 253  | 256  | 256  |

| 1996 | 1998 | 2000 | 2002 | 2004 | 2006 | 2008 | 2010 | 2012 | 2014 |
| ---- | ---- | ---- | ---- | ---- | ---- | ---- | ---- | ---- | ---- |
| 222  | 234  | 240  | 245  | 254  | 253  | 267  | 271  | 274  | 269  |

| 2016 | 2018 | 2020 | 2022 | 2024 | 2026 | 2028 | 2030 | 2032 | 2034 |
| ---- | ---- | ---- | ---- | ---- | ---- | ---- | ---- | ---- | ---- |
| 261  | 265  | 255  | 278  | 282  | -    | -    | -    | -    | -    |

## Economia
La principal activitat econòmica és el turisme (dins el terme municipal hi ha l'estació d'esquí del Port del Comte).

### Ramaderia
Del 1982 al 1999 el nombre d'explotacions ramaderes al municipi va minvar de forma considerable en tots els sectors sense excepció, fins i tot en aquells que van experimentar un augment significatiu en el nombre de caps de bestiar (porcí i aviram). Així, en el sector del boví es va passar de 33 explotacions a 5; en el de l'oví, de 62 a 9; en el del cabrum, de 58 a 5; en el del porcí, de 63 a 5, en el de l'aviram, de 91 a 13; en el del conill, de 92 a 10 i en el de l'equí, de 25 a 22.